# Гильденстольпе
Гильденстольпе (Юльденстольпе; швед. Gyldenstolpe) — дворянский род.
Высочайшим указом, от 3 / 15 апреля 1827 года, тайный советник Карл-Эдуард Гильденстольпе (sv:Carl Edvard Gyldenstolpe; 1770—1831) возведен, с нисходящим его потомством, в баронское достоинство Великого Княжества Финляндского.
Род его внесен 4 / 16 июля 1829 года, в матрикул Рыцарского Дома Великого Княжества Финляндского, в число родов баронских, под № 31.
В Швеции представители рода носили титулы баронов и графов.

## Известные представители
- Юльденстольпе, Август (1849—1928) — шведский государственный деятель и дипломат, министр иностранных дел Швеции (1904—1905).
- Юльденстольпе, Вильхельмина (1779—1858) — шведская придворная дама.